# Aprostocetus sibiricus
Aprostocetus sibiricus är en stekelart som först beskrevs av Kostjukov 1976.  Aprostocetus sibiricus ingår i släktet Aprostocetus och familjen finglanssteklar. Inga underarter finns listade i Catalogue of Life.